# Relaciones Estados Unidos-Unión Europea
Las relaciones Estados Unidos - Unión Europea hacen referencia a las relaciones políticas, económicas, diplomáticas, sociales y culturales establecidas entre los Estados Unidos de América y la Unión Europea. Las relaciones entre dichas partes tienen origen por las largas relaciones transatlánticas que durante siglos se vienen dando entre ambos lados del Atlántico.

## Historia
Antecedentes
El establecimiento en 1957 de la Comunidad Económica Europea a partir del Tratado de Roma de 1957 dio pie en lo económico al establecimiento de una «colaboración antagonista» clave para la economía global entre Europa y los Estados Unidos, dominante en el desarrollo del comercio internacional, a nivel monetario o a nivel de desarrollo tecnológico.
El proceso político de integración europea durante la Guerra Fría, acontecido en Europa occidental, fue favorecido por Estados Unidos, que mediante la OTAN, libró a los países de la Comunidad Económica Europea de tomar elecciones difíciles en política exterior y les protegió frente a amenazas externas.
Tras el fin de la Guerra Fría, la administración de los Estados Unidos, se ha llegado a mostrar recelosa de los intentos de la UE de conformar una capacidad militar autónoma. Algunos pasos en ese sentido serían la adopción en 1999 por parte de los estados de la UE de la Política Europea de Seguridad y Defensa.

## Comparación
|                                                                                         | Bandera de Unión Europea | Bandera de Estados Unidos |
| --------------------------------------------------------------------------------------- | --- | --- |
| Población                                                                               | 447.206.135 (2020) | 328.239.523 (2019) |
| PIB (PPP)                                                                               | $20.366 mil millones (2019) | $21.439 mil millones (2019) |
| PIB (Nominal)                                                                           | $18.705 mil millones (2019) | $21.439 mil millones (2019) |
| PIB per cápita                                                                          | $45.541 (2020) | $67.426 (2020) |
| Exportaciones mundiales de mercancías $ miles de millones y % mundial y rango           | 1932 (2016) 15,4% (2) | 1455 (2016) 11,6% (3) |
| Importaciones mundiales de mercancías $ miles de millones y % mundial y rango           | 1889 (2016) 14,8% (2) | 2251 (2016) 17,6% (1) |
| Exportaciones globales de servicios comerciales $ miles de millones y % mundial y rango | 917 (2016) 24.9% (1) | 733 (2016) 19.9% (2) |
| Importaciones globales de servicios comerciales $ miles de millones y % mundial y rango | 772 (2016) 21.1% (1) | 482 (2016) 13.2% (2) |
| Área                                                                                    | 4 233 262 km2 | 9 826 630 km2 |
| Densidad de población                                                                   | 106/km² | 35/km² |
| Capital                                                                                 | Bruselas (de facto) | Washington D. C. |
| Ciudades globales                                                                       | Bruselas, Berlín, Múnich, Fráncfort, París, Roma, Milán, Ámsterdam, Madrid, Varsovia, Estocolmo, Viena, Dublín, Luxemburgo, Lisboa, Praga | Nueva York, Los Ángeles, Chicago, San Francisco, Boston |
| Gobierno                                                                                | Unión supranacional, parlamentaria, democrática basada en los Tratados constitutivos de la Unión Europea | República Federal, presidencial basada en la Constitución de los Estados Unidos                                                                                                   |
| Primer líder                                                                            | Presidente de la Alta Autoridad Jean Monnet | Presidente George Washington |
| Líder actual                                                                            | Presidente del Consejo Europeo: Charles Michel Presidenta de la Comisión: Ursula von der Leyen | Presidente del gobierno federal: Joe Biden |
| Vicepresidente actual                                                                   | Vicepresidenta primera de la Comisión Margrethe Vestager | Vicepresidenta Kamala Harris |
| Legislatura (Bicameral)                                                                 | Cámara Baja: Parlamento Europeo Cámara Alta: Consejo de la Unión Europea | Cámara Baja: Cámara de Representantes de los Estados Unidos Cámara Alta: Senado de los Estados Unidos                                                                             |
| Idiomas oficiales                                                                       | 24 idiomas oficiales, de los cuales 3 se consideran "de trabajo o procedimiento" (inglés, francés y alemán) | Inglés (de facto idioma nacional/no hay idioma oficial) |
| Religiones principales                                                                  | 72% cristianismo (48% catolicismo, 12% protestantismo, 8% ortodoxia oriental, 4% otro cristianismo), 23% irreligioso, 2% islam. | 70,6% cristianismo (46,5% protestantismo, 20,8% catolicismo, 1,6% mormonismo, 1,7% otro cristianismo), 22,8% irreligioso, 1,9% judaísmo, 1% islam.                                |
| Grupos étnicos                                                                          | Alemanes (ca. 75 millones), francés (ca. 65 millones), italianos (ca. 60 millones), españoles (ca. 47 millones), polacos (ca. 40 millones), rumanos (ca. 16 millones), holandeses (ca. 15 millones), portugueses (ca. 11 millones), griegos (ca. 11 millones), y otros | 77,1% blancos, 13,3% negros, 5,6% asiáticos, 2,6% dos o más razas, 1,2% nativos americanos, 0,2% nativos de Hawái o de las Islas del Pacífico, 17,6% hispanos (de cualquier raza) |

## Comercio
Las relaciones euroamericanas se refieren principalmente a la política comercial. La UE es un bloque comercial casi completamente unificado y esto, junto con la política de competencia, son los principales asuntos de fondo actualmente entre la UE y los EE. UU. Los dos juntos representan el 60% del PIB mundial, el 33% del comercio mundial de bienes y el 42% del comercio mundial de servicios.[¿cuándo?] El crecimiento del poder económico de la UE ha dado lugar a una serie de conflictos comerciales entre las dos potencias; aunque ambos dependen del mercado económico del otro y las disputas afectan solo al 2% del comercio. 
Un ejemplo claro de dicho conflicto comercial es la disputa entre Boeing y Airbus, tanto EE. UU. como la UE se han acusado mutuamente de subvencionar a sus respectivas empresas aeronáuticas.
Consulte a continuación los detalles de los flujos comerciales.
| Dirección del comercio | Bienes              | Servicios           | Inversión           | Total               |
| ---------------------- | ------------------- | ------------------- | ------------------- | ------------------- |
| UE a EE. UU.           | €260 mil millones   | €139,0 mil millones | €112,6 mil millones | €511,6 mil millones |
| EE. UU. a UE           | €127,9 mil millones | €180 mil millones   | €144,5 mil millones | €452,4 mil millones |

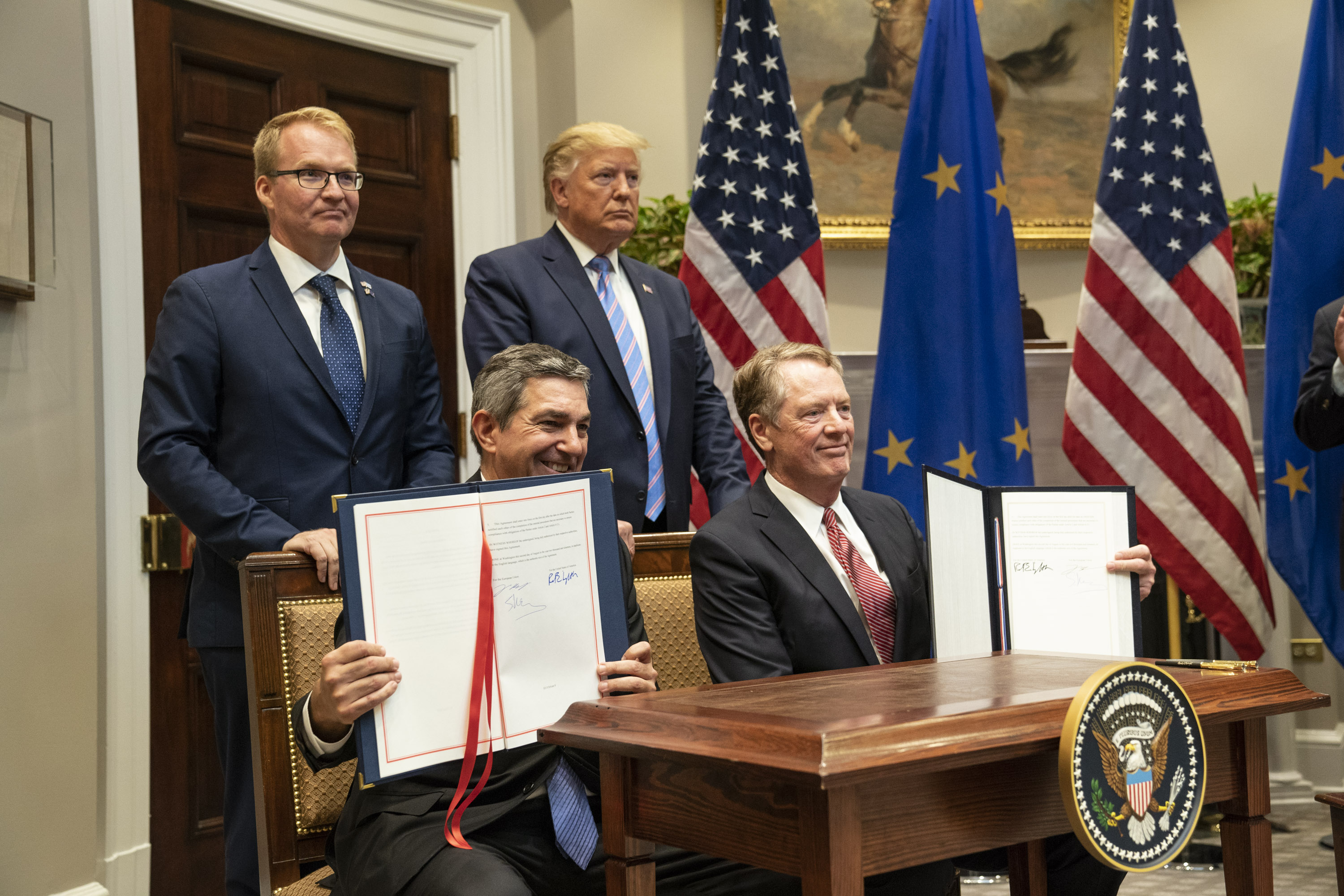
Representantes de la UE y EE. UU. Firman un acuerdo comercial en 2019.

En 2007, se estableció un Consejo Económico Transatlántico para dirigir la cooperación económica entre los dos. Está encabezado por Estados Unidos. Asesor adjunto de seguridad nacional para Asuntos Económicos Internacionales y el Comisario europeo de Comercio. Sin embargo, aún no ha producido resultados sólidos. Una Zona Transatlántica de Libre Comercio había sido propuesta en la década de 1990 y más tarde en 2006 por Canciller de Alemania Angela Merkel en reacción al colapso de la  Doha ronda de negociaciones comerciales. Sin embargo, el proteccionismo de ambas partes puede ser un obstáculo para cualquier acuerdo futuro. Desarrollos recientes han visto la propuesta de un nuevo acuerdo llamado Asociación Transatlántica para el Comercio y la Inversión (TTIP) entre los EE. UU. y la UE. Este acuerdo tiene como objetivo fomentar el crecimiento económico a través del comercio y las inversiones bilaterales. En agosto de 2019, Trump anunció un acuerdo para aumentar las exportaciones de carne de res a la Unión Europea. El Representante Comercial de Estados Unidos Robert Lighthizer firmó un acuerdo con Jani Raappana, en representación de la Presidencia de la UE, y el embajador Stavros Lambrinidis de la embajada de la UE en Washington D. C.
La UE es uno de los principales socios comerciales de EE. UU.:
En 2016, la Unión Europea (28) representaba el 18,7% de las exportaciones de mercancías de EE. UU. Y el 18,9% de las importaciones de mercancías de EE. UU.
En 2016, la Unión Europea (28) representaba el 30,9% de las exportaciones de servicios comerciales de EE. UU. Y el 35,3% de las importaciones de servicios comerciales de EE. UU.
Estados Unidos es uno de los principales socios comerciales de la UE:
En 2016, EE. UU. representaba el 20,1% de las exportaciones de mercancías de la Unión Europea (28) y el 14,2% de las importaciones de mercancías de la Unión Europea (28).
En 2016, EE. UU. representaba el 27,2% de las exportaciones de servicios comerciales de la Unión Europea (28) y el 30,5% de las importaciones de servicios comerciales de la Unión Europea (28)
En agosto de 2020, la UE y EE. UU. Acordaron, por primera vez en dos décadas, reducir ciertos aranceles (sobre la base de nación más favorecida, lo que significa que los aranceles se eliminan para todos los socios comerciales).

## Cooperación

### Energía y sostenibilidad
Estados Unidos y la UE cooperan en el tema de energía y sostenibilidad. El objetivo general de ambas partes es liberalizar y mejorar la sostenibilidad en los mercados energéticos mundiales. Esta cooperación comenzó oficialmente en 2009 cuando se fundó el Consejo de Energía UE-EE. UU. Esta institución se reúne periódicamente y aborda temas como: desafíos de seguridad energética, cambio climático, energía renovable, seguridad nuclear e investigación.
En febrero de 2021, el Presidente de la Comisión Europea Ursula von der Leyen declaró que la Unión Europea y Estados Unidos deberían unir fuerzas para combatir el cambio climático y acordar en un nuevo marco para el mercado digital para limitar el poder de las grandes empresas tecnológicas. Tanto la UE como los EE. UU. Se han fijado objetivos para el 2050 de reducir sus emisiones netas de gases de efecto invernadero y convertirse en una "economía neta cero", respectivamente.
Desde la invasión rusa de Ucrania en 2022, la cooperación energética transatlántica se ha intensificado, particularmente en lo que respecta a la diversificación del suministro energético y la reducción de la dependencia europea del gas ruso. Washington ha incrementado significativamente sus exportaciones de gas natural licuado (GNL) a Europa, lo que ha permitido a la UE reducir drásticamente su consumo de gas ruso. Además, ambas partes han reforzado su colaboración en tecnologías limpias, como el hidrógeno verde y la captura de carbono, y han promovido nuevas inversiones en infraestructuras energéticas resilientes y sostenibles.

### Contratos de defensa
En marzo de 2010, EADS y su socio estadounidense se retiraron de un contrato para construir aviones de reabastecimiento de combustible por valor de 35.000 millones de dólares. Anteriormente habían ganado la licitación, pero se volvió a ejecutar y EADS afirmó que el nuevo proceso estaba sesgado hacia Boeing. La Comisión Europea dijo que sería "muy lamentable" si el proceso de licitación resultara ser parcial. Hubo una oposición sustancial a EADS en Washington debido a la disputa en curso entre Boeing y Airbus (propiedad de EADS).

## Asuntos

### Cumbres UE-EE.UU.
Se celebran cumbres anuales entre los responsables políticos de los Estados Unidos y la Unión Europea. Cuando estos tienen lugar en Europa, históricamente han tenido lugar en el país que ostenta la presidencia rotatoria del Consejo de la Unión.
| Año  | Anfitrión      | Localización                             |
| ---- | -------------- | ---------------------------------------- |
| 1995 | Unión Europea  | Madrid, España                           |
| 1997 | Unión Europea  | La Haya, Países Bajos                    |
| 1997 | Estados Unidos | Washington D. C.                         |
| 1998 | Unión Europea  | Londres, Reino Unido                     |
| 1998 | Estados Unidos | Washington D. C.                         |
| 1999 | Estados Unidos | Washington D. C.                         |
| 2000 | Unión Europea  | Queluz, Portugal                         |
| 2001 | Unión Europea  | Gotenburgo, Suecia                       |
| 2002 | Estados Unidos | Washington D. C.                         |
| 2003 | Estados Unidos | Washington D. C.                         |
| 2004 | Unión Europea  | Shannon, Irlanda                         |
| 2005 | Estados Unidos | Washington D. C.                         |
| 2006 | Unión Europea  | Viena, Austria                           |
| 2007 | Estados Unidos | Washington D. C.                         |
| 2008 | Unión Europea  | Ljubljana, Eslovenia                     |
| 2009 | Unión Europea  | Praga, República Checa (cumbre informal) |
| 2009 | Estados Unidos | Washington D. C.                         |
| 2010 | Unión Europea  | Madrid, España                           |
| 2010 | Estados Unidos | Washington D. C.                         |
| 2011 | Estados Unidos | Washington D. C.                         |
| 2014 | Unión Europea  | Bruselas, Bélgica                        |

El Reino Unido era Estado miembro de la UE en el momento de la cumbre.

### Subvenciones a Boeing y Airbus
Las dos empresas son los principales fabricantes de aviones en el mundo, y tanto Boeing como Airbus están acusados de recibir formas de subvención de los Estados Unidos y la Unión Europea respectivamente. Ambas partes se han criticado mutuamente por hacerlo.
En diciembre de 2020, Estados Unidos anunció planes para imponer aranceles adicionales a ciertos productos de Francia y Alemania, particularmente partes de aviones y vinos, en represalia a los aranceles impuestos por la Unión Europea a algunos productos estadounidenses.

### Alimentos genéticamente modificados
Los alimentos genéticamente modificados son otra área importante de desacuerdo entre los dos. La UE ha estado bajo presión interna para restringir el crecimiento y la importación de alimentos genéticamente modificados hasta que se demuestre su seguridad a satisfacción de la población.

### Rendición
The Washington Post  afirmó el 2 de noviembre de 2005, que Estados Unidos mantenía varias  cárceles secretas (o "sitios negros") en Eastern Europa. Polonia y Rumania, sin embargo, han negado estas acusaciones. Además, los aviones de la Agencia Central de Inteligencia (CIA) que transportaban a sospechosos de terrorismo habrían hecho escalas secretas en varios países de Europa Occidental desde 2001. Bélgica, Islandia, España y  Suecia han iniciado investigaciones.  The Guardian  calculó el 30 de noviembre que aviones de la CIA aterrizaron unas 300 veces en puertos aéreos europeos. La mayoría de los aviones habrían aterrizado en Alemania y el Reino Unido como un punto de tránsito hacia Europa del Este, África del Norte (posiblemente Marruecos y Egipto) o el Medio Oriente (posiblemente Siria y Jordania). Mientras tanto, la Comisión Europea, en nombre de la Unión Europea, pidió una aclaración a Estados Unidos. Estados Unidos se ha negado a confirmar o negar los informes.
Los vuelos de entregas extraordinarias a través de Europa fueron investigados durante varios años por el Parlamento Europeo y celebró una comisión temporal sobre el asunto. La UE también se ha opuesto al uso del campo de detención de la Bahía de Guantánamo y se ofreció a albergar a algunos ex presos cuando la administración del presidente estadounidense Barack Obama anunció su cierre.

### Pena de muerte
En los Estados Unidos, la pena de muerte es una forma legal de castigo, mientras que todos los Estados miembros de la Unión Europea la han abolido por completo y consideran que su uso constituye una violación de los derechos humanos fundamentales. Esto ocasionalmente causa problemas con las relaciones UE-EE. UU., Porque es ilegal en la Unión Europea permitir la extradición de un ciudadano a un país donde la pena de muerte es un castigo legal, a menos que se dé una garantía de que tal castigo será no ser utilizado.

### Corte Penal Internacional
Las posiciones en los Estados Unidos con respecto a la CPI varían ampliamente. La administración Clinton firmó el Estatuto de Roma en 2000, pero no lo presentó para la ratificación del Senado. La administración estadounidense en el momento de la fundación de la CPI, declaró que no se uniría a la CPI. La  Administración de Obama ha restablecido posteriormente una relación de trabajo con la corte.

### Guerra de Irak
La Guerra de Irak dividió las opiniones dentro de las naciones europeas y dentro de los Estados Unidos, con algunos estados apoyando la acción militar y otros en contra. La opinión pública europea se opuso firmemente a la guerra. Esto provocó una gran brecha transatlántica, especialmente entre los estados liderados por Francia y Alemania por un lado, que estaban en contra de la acción militar, y Estados Unidos con Reino Unido, Italia, España y Polonia.

### Protocolo de Kyoto
La Unión Europea es uno de los principales patrocinadores del Protocolo de Kioto, que tiene como objetivo combatir el calentamiento global. Estados Unidos, que firmó inicialmente el protocolo en su creación durante la Administración Clinton, nunca tuvo la medida ratificada por el Senado de Estados Unidos, requisito indispensable para darle fuerza de ley al protocolo en Estados Unidos. Más tarde, en marzo de 2001, bajo el presidente George W. Bush, Estados Unidos eliminó su firma del protocolo, lo que provocó mucha acritud entre Estados Unidos y las naciones europeas. En 2008, el presidente Barack Obama dijo que planeaba establecer objetivos anuales para reducir las emisiones, aunque esto no incluye el Protocolo de Kioto, probablemente porque las naciones en desarrollo están exentas.

### Reciprocidad de exención de visa
La UE solicita a los EE. UU. Reciprocidad con respecto al programa de exención de visa para todos sus miembros. La Unión Europea ha amenazado con la posibilidad de imponer visados a los ciudadanos estadounidenses que se extenderían a toda la UE, excluyendo a Francia con respecto a sus regiones ultraperiféricas, e Irlanda, que operan políticas de visado distintas del acervo de Schengen. En 2008, muchos de los nuevos miembros de Europa Central de la UE obtuvieron acceso sin visado a los EE. UU. Y, actualmente, cuatro de los 27 miembros de la UE (Bulgaria, Croacia, Chipre y Rumania) carecen de ese acceso.

### Privacidad
En el otoño de 2015, a raíz de las revelaciones de Snowden en Europa, las diferentes interpretaciones de la privacidad que prevalecen en los Estados Unidos y Europa salieron a la superficie en un incumplimiento de los Principios de privacidad de puerto seguro internacional por un fallo judicial del Tribunal de Justicia de la Unión Europea.

### Nord Stream
A mediados de junio de 2017, Alemania y Austria emitieron una declaración conjunta que decía que el proyecto de ley CAATSA antirruso anunciaba una "cualidad nueva y muy negativa en Relaciones europeo-americanas "y que determinadas disposiciones que afectan a  proyectos de gasoductos con Rusia constituían una amenaza ilegal para la seguridad energética de la UE.
El 26 de julio de 2017, el Ministerio de Relaciones Exteriores de Francia describió las nuevas sanciones estadounidenses como ilegales según el derecho internacional debido a su alcance de  extraterritorialidad.
A finales de julio de 2017, las sanciones contra Rusia de la ley propuesta provocaron duras críticas y amenazas de represalias por parte del presidente de la Unión Europea Jean-Claude Juncker. La ministra de Economía y Energía de Alemania Brigitte Zypries describió las sanciones como ilegales según el derecho internacional e instó a la Unión Europea a tomar las contramedidas apropiadas.

### Espionaje
Documentos secretos obtenidos por la revista de noticias alemana "Der Spiegel" en 2013 afirman que las oficinas de la Unión Europea en los Estados Unidos y la sede de las Naciones Unidas han sido objeto de espionaje por parte de la Agencia de Seguridad Nacional (NSA), una oficina de inteligencia operada por el gobierno de los Estados Unidos. Los informes revelaron que Estados Unidos puso micrófonos en las oficinas, accedió a redes informáticas internas, obtuvo documentos y correos electrónicos y escuchó llamadas telefónicas. Los informes posteriores de los medios de comunicación afirman además que las oficinas nacionales de la Unión Europea en Bruselas también han sido blanco de ataques; junto con las oficinas de la UE, las embajadas de India, Japón, México, Corea del Sur y Turquía también se enumeran como objetivos en los documentos. El 30 de junio de 2013, el presidente del Parlamento Europeo, Martin Schulz exigió una aclaración completa de Washington y declaró que si las acusaciones eran ciertas, las relaciones entre la UE y los Estados Unidos se verían gravemente afectadas.

### Resuelto

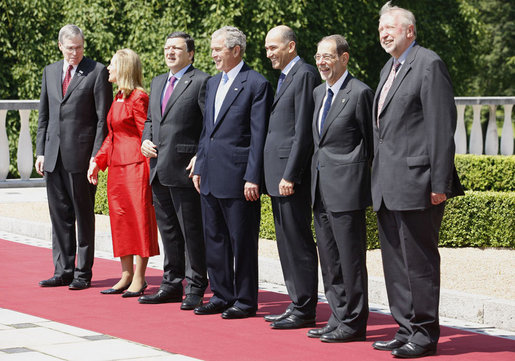
Cumbre UE-EE.UU. En Castillo de Brdo en 2008

#### Guerras del plátano
La UE y los EE. UU. Han tenido una disputa de larga data sobre las importaciones de banano de la UE. Como parte de su ayuda internacional, la UE ofreció licitaciones, por orden de llegada, para bananos de países de África, el Caribe y el Pacífico. Estados Unidos argumentó que favorecía a los productores locales en las antiguas colonias de los Estados miembros de la UE sobre las corporaciones de propiedad estadounidense en América Latina. La administración Clinton respondió imponiendo fuertes aranceles a los artículos de lujo creados en la UE. Dichos productos incluían  cachemira de Escocia y brandy Cognac francés, elaborado en la circunscripción original del entonces primer ministro de Francia Jean-Pierre Raffarin. La administración Clinton llevó las guerras del banano a la Organización Mundial del Comercio (OMC) en 1999, después de que Chiquita hiciera una donación de $ 500,000 al  Partido Demócrata. Las dos partes llegaron a un acuerdo en 2001.

## Delegaciones
Se mantienen relaciones diplomáticas entre EE. UU. y la UE, como organismo independiente, así como todos los Estados miembros de la UE.
La UE está representada en los EE. UU. Por la Delegación de la Unión Europea en los Estados Unidos en Washington D. C. Inaugurada en 1954, fue la primera delegación en el extranjero del precursor de la UE, la Comunidad Europea del Carbón y del Acero (CECA). El actual embajador de la UE en los Estados Unidos, desde 2014, es David O'Sullivan. Además, los 27 Estados miembros de la UE tienen una embajada en Washington D. C.
La misión diplomática de Estados Unidos ante la UE es la Misión de Estados Unidos ante la Unión Europea en Bruselas. El actual embajador de Estados Unidos en la UE, desde 2014, es Anthony Gardner. Los Estados Unidos establecieron una misión diplomática ante la CECA en 1956 en la ciudad de  Luxemburgo y, en 1961, la Misión de los Estados Unidos ante las Comunidades Europeas en Bruselas. Estados Unidos tiene embajadas en los 27 Estados miembros de la UE.
El Consejo Económico Transatlántico es un foro bilateral para la cooperación económica entre la UE y EE. UU. Establecido durante la Cumbre de 2007 entre EE. UU. Y la UE. Se reúne al menos una vez al año y está dirigido conjuntamente por el Asesor Adjunto de Seguridad Nacional de EE. UU. para Asuntos Económicos Internacionales y el Comisionado de Comercio de la UE.

## Administración Trump

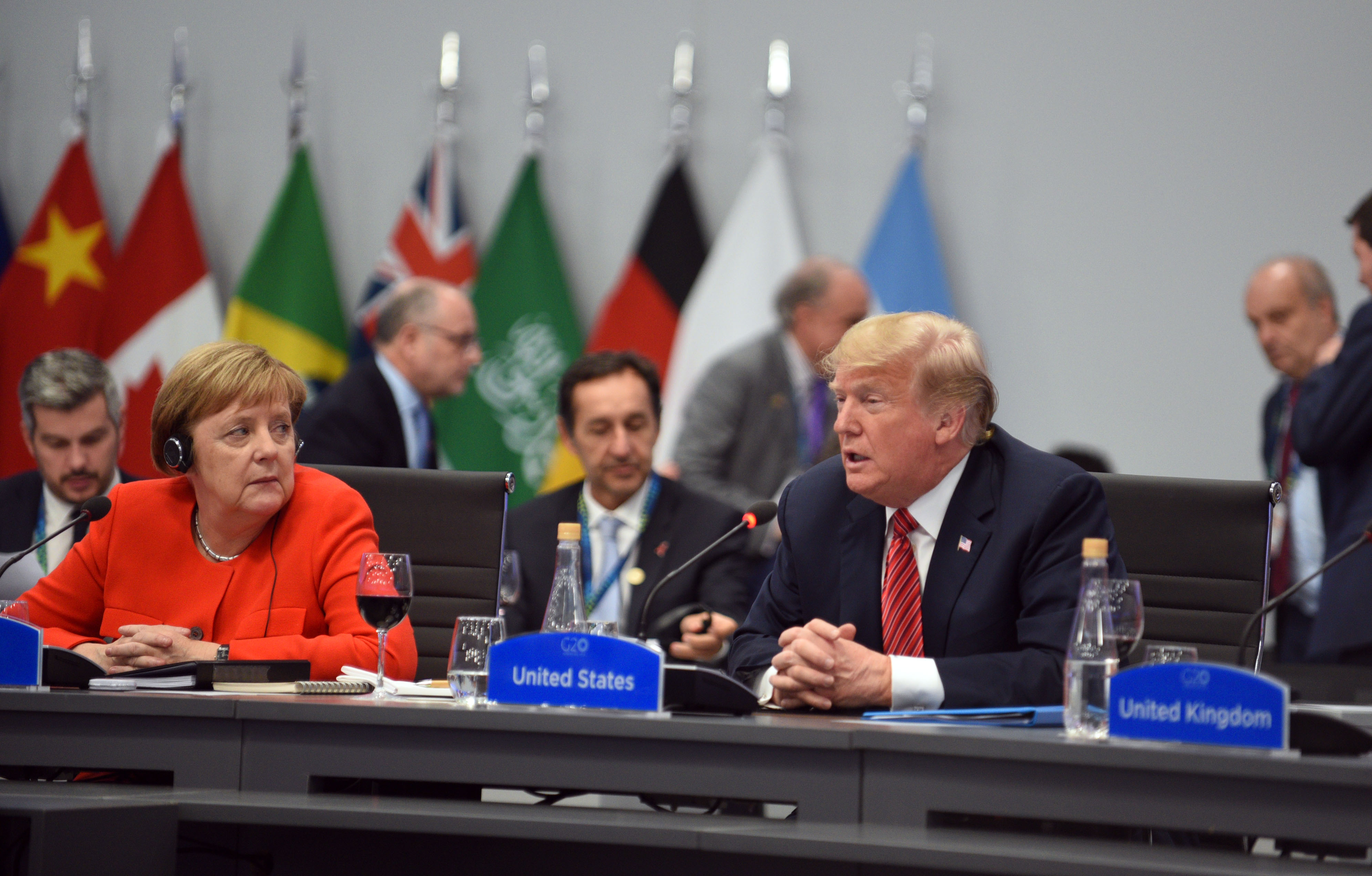
Angela Merkel criticó el borrador de nuevas sanciones contra Rusia que apuntan a proyectos energéticos UE-Rusia.

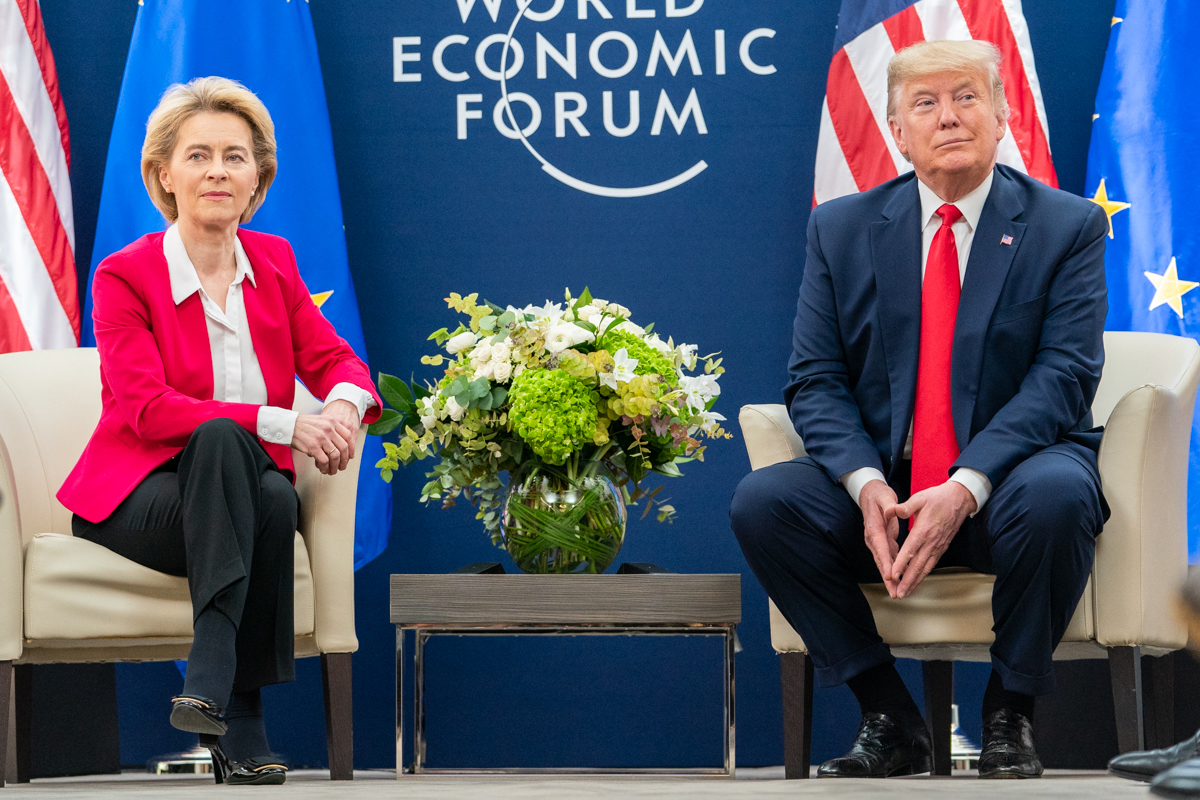
La presidenta de la Comisión Europea Ursula von der Leyen se reúne con el presidente de los Estados Unidos Donald Trump con el Foro Económico Mundial, Davos, Suiza, 21 de enero de 2020.

En una entrevista de 60 minutos a mediados de enero de 2017, con Michael Gove del Times of London y Kai Diekmann de Bild, el presidente estadounidense Donald Trump criticó a la Unión Europea como "básicamente un vehículo para Alemania" alegando que fue un "error muy catastrófico" por parte de Angela Merkel admitir a un millón de refugiados - a quienes se refiere como "ilegales". En una carta a 27 líderes europeos, Donald Tusk, el Presidente del Consejo Europeo, calificó estas "declaraciones preocupantes" y afirmó que la administración Trump parecía "cuestionar los últimos 70 años de política exterior estadounidense, colocando a la Unión Europea en una situación difícil ". La relación se agrió aún más cuando Jean-Claude Juncker (Presidente de la Comisión) dijo en broma que apoyará la independencia del estado estadounidense de Ohio y la ciudad de Austin, Texas después de que Trump respaldara el Brexit y alentar a otros países europeos a seguir su ejemplo.
En mayo de 2017, Angela Merkel se reunió con Trump. Los sentimientos nacionalistas de Trump ya habían tensado las relaciones con varios países de la UE y otros aliados estadounidenses, hasta el punto de que, después de una cumbre de la OTAN, Merkel dijo que los europeos ya no pueden confiar en la ayuda de Estados Unidos. Esto se produjo después de que Trump dijera que los alemanes eran "malos, muy malos" y amenazó con detener todo el comercio de automóviles con Alemania.
En julio de 2018, Trump declaró en una entrevista con CBS que la Unión Europea es uno de los mayores enemigos de Estados Unidos a nivel mundial, citando "lo que nos hacen en el comercio". Siguió esto con un tuit protestando contra la multa de la UE a Google por $ 5,1 mil millones por una violación de las leyes antimonopolio, comentando que la UE continúa aprovechándose de los EE. UU.
En diciembre de 2019, Estados Unidos instó a los países europeos a incluir en la lista negra Hezbollah. Su embajador en Alemania Richard Grenell pidió a estos países que enumeraran a Hezbollah como organización terrorista, después de que un contratista civil estadounidense fuera asesinado en un ataque con cohetes en la provincia de Irak Kirkuk, que el funcionario estadounidense dijo que involucraba Kata'ib Hezbollah.

## Diplomacia

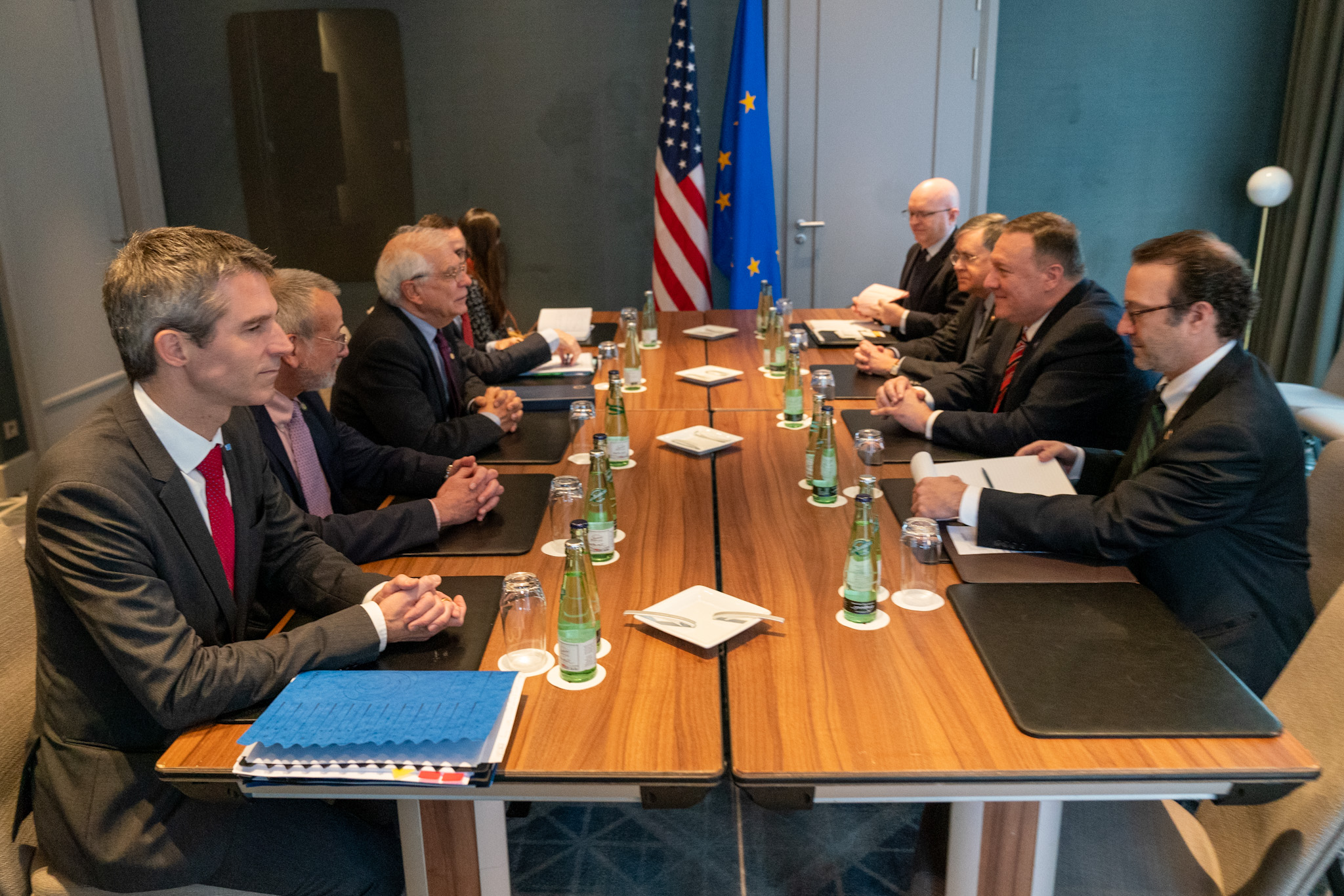
El Alto Representante de la Unión para Asuntos Exteriores, Josep Borrell (centro izquierda) se reúne con el Secretario de Estado de los Estados Unidos, Mike Pompeo (centro derecha) en 2020.

Estados Unidos y la Unión Europea comparten dos enfoques diferentes de la diplomacia. El académico Michael Smith definió a Estados Unidos como un "estado guerrero". Esto se refiere a su enfoque diplomático basado en la soberanía, la acción estatal y el uso de capacidades militares. Por otro lado, la UE muestra una diplomacia que es la de un "estado comercial". Esto significa que la diplomacia de la UE se centra en el poder blando, la negociación y el comercio. El estilo diplomático de la UE refleja el hecho de que no existe una política exterior fuerte y cohesiva entre sus Estados miembros, aunque esta carencia ya se intenta solucionar estableciendo la Política Exterior y de Seguridad Común y la Política Común de Seguridad y Defensa. Las características diplomáticas de Estados Unidos y la UE también se reflejan en sus relaciones con las Naciones Unidas. La UE se basa más en el permiso de la ONU para usar la fuerza en el extranjero, mientras que EE. UU. adopta una posición de oposición a la autorización de la ONU para intervenir.